# Гебелома горчичная
Гебело́ма горчи́чная (лат. Hebeloma sinapizans) — гриб рода Гебелома (Hebeloma) семейства Паутинниковые (Cortinariaceae). Ранее род относили к семействам Строфариевые (Strophariaceae) и Больбитиевые (Bolbitiaceae). Считается несъедобным из-за горькой мякоти, в сыром виде ядовит, вызывает желудочно-кишечные расстройства. 

## Описание
Шляпка диаметром 5—15 см, плотная, полусферической или конической формы, раскрывается до плоской с широким бугорком и волнистыми краями. Кожица клейкая, гладкая, блестящая, от кремового до красновато-бурого цвета, всегда с более светлыми краями.
Мякоть мясистая, плотная, белая, с запахом редьки и горьким вкусом.
Ножка высотой 6—15 см, объёмистая, цилиндрическая, с утолщённым основанием, желтовато-белая. Поверхность с мелкими буроватыми чешуйками или волокнами, образующими кольцевидный рисунок. На разрезе ножка с полыми камерами, в которые спускается вырост шляпки.
Пластинки относительно редкие, с закруглёнными краями, беловатые или бежевые, при созревании приобретают цвет корицы.
Остатки покрывал незаметны.
Споровый порошок охристого цвета.

## Сходные виды
- Гебелома клейкая (Hebeloma crustuliniforme) и сходные с ней виды.

## Экологияи распространение
Широко распространённый вид, встречается в хвойных и лиственных лесах, на опушках. Плодоносит плотными группами.
Сезон лето — осень.